# Toei Subway
Toei Subway (都営地下鉄, Toei chikatetsu, lit. "Metrô operado pela metrópole") é o sistema de metrô operado diretamente pelo Governo Metropolitano de Tóquio, através do Departamento Metropolitano de Transportes de Tóquio (conhecido como Toei). É responsável por operar quatro das treze principais linhas de metrô da metrópole de Tóquio.

## Linhas de Metrô

### Toei

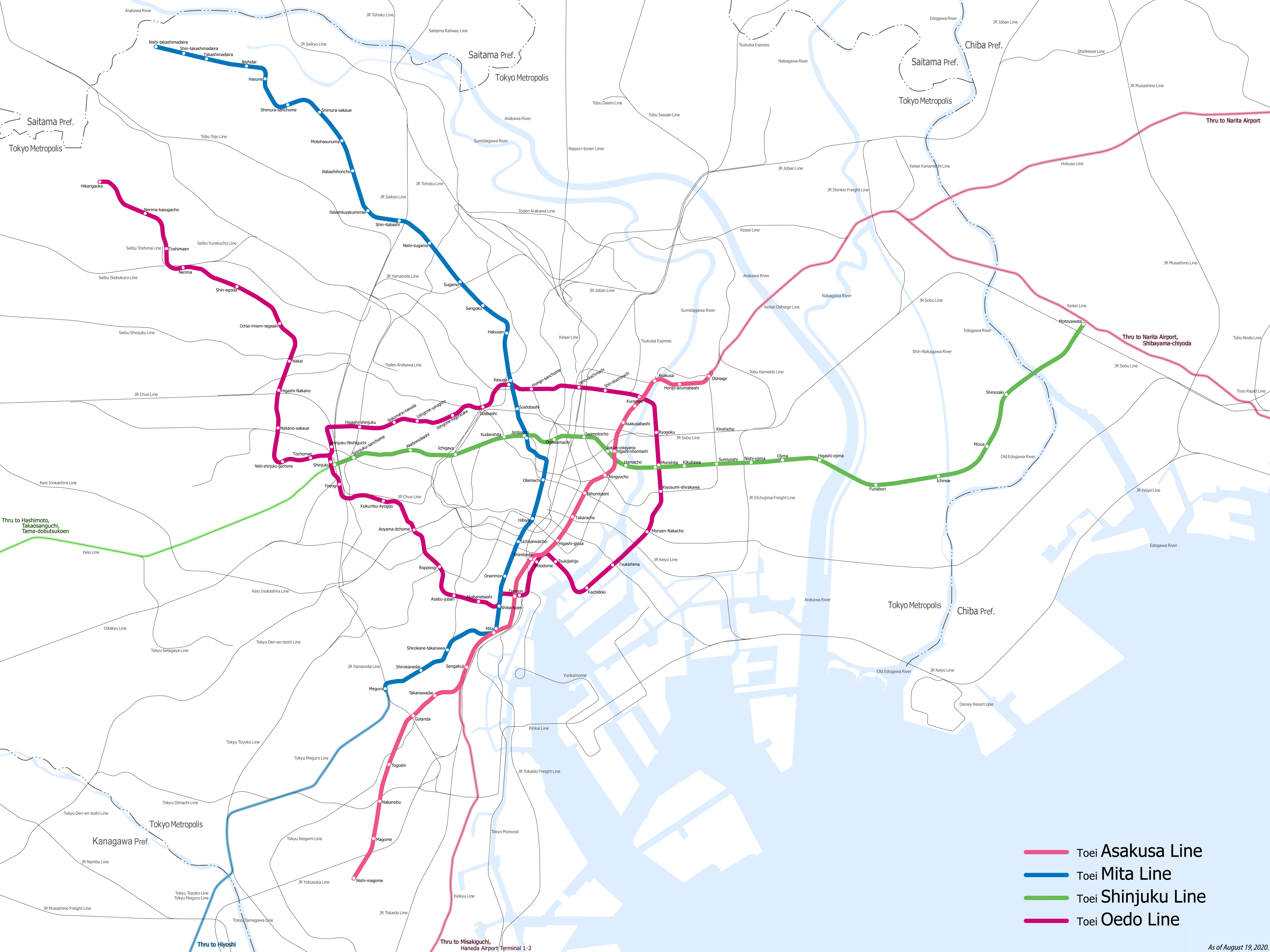
Diagrama do Toei.

| Cor   | Letra | Número   | Nome                | Nome em japonês | Fundação | Trajecto                                                          | Comprimento | Estações (N°) | Fontes            |
| ----- | ----- | -------- | ------------------- | --------------- | -------- | ----------------------------------------------------------------- | ----------- | ------------- | ----------------- |
| rosa  | A     | Linha 1  | Linha Toei Asakusa  | 都営浅草線      | 1960     | Nishi-magome até Oshiage                                          | 18.3 km     | 20            | [ 1 ] [ 2 ] [ 3 ] |
| azul  | I     | Linha 6  | Linha Toei Mita     | 都営三田線      | 1968     | Shirokane-takanawa até Nishi-takashimadaira                       | 24.2 km     | 27            | [ 1 ] [ 2 ] [ 3 ] |
| azul  | I     | Linha 6  | Linha Toei Mita     | 都営三田線      | 1968     | Meguro até Shirokane-takanawa, circula na Linha Namboku           | 2.3 km      | 27            | [ 1 ] [ 2 ] [ 3 ] |
| verde | S     | Linha 10 | Linha Toei Shinjuku | 都営新宿線      | 1978     | Shinjuku até Moto-yawata                                          | 23.5 km     | 21            | [ 1 ] [ 2 ] [ 3 ] |
| lilás | E     | Linha 12 | Linha Toei Oedo     | 都営大江戸線    | 1991     | Hikarigaoka até Tocho-mae                                         | 12.9 km     | 38            | [ 1 ] [ 2 ] [ 3 ] |
| lilás | E     | Linha 12 | Linha Toei Oedo     | 都営大江戸線    | 1991     | Trecho circular - Tocho-mae até Tocho-mae, via Roppongi e Ryogoku | 27.8 km     | 38            | [ 1 ] [ 2 ] [ 3 ] |